# Харьков Євген Йосипович
Євген Йосипович Харьков (13 лютого 1926, Кам'янка — 22 серпня 2001, Київ) — український науковець-металофізик, педагог. Доктор фізико-математичних наук (1967), професор (1968). Перший в Україні дослідник термодинаміки металів, сплавів, аморфних металів та вуглеграфітових матеріалів, експериментально довів відсутність абсолютного електропереносу у металевих розплавах, заснував власну наукову школу з фізики неупорядкованих металів та графітових сполук.
Учасник німецько-радянської війни, у складі 67-ї армії брав участь, зокрема, у Прибалтійській операції. Нагороджений декількома бойовими орденами та медалями.
Після завершення війни, протягом 45 років — професор Київського державного університету імені Тараса Шевченка (1956—2001). Лауреат Державної премії УРСР в галузі науки і техніки (1983). Автор понад 250 наукових робіт, учень професора Олександра Жмудського.

## Життєпис
Народився 13 лютого 1926-го року у селі Кам'янка (нині — місто), Чембарський повіт, РРФСР, у селянській родині. Юність провів у селі Полухново (тоді — Ленінградська область).
З 1944-го року — на військових теренах у складі 67-ї армії. Брав участь, зокрема, у Прибалтійській операції. У 1947-му році демобілізований у зв'язку з отриманою інвалідністю. Нагороджений декількома бойовими орденами та медалями.
У 1956-му році закінчив фізичний факультет Київського державного університету імені Тараса Шевченка (КДУ), через три роки — аспірантуру кафедри рентгенометалофізики. Учень професора Олександра Жмудського.
У 1959-му році здобув науковий ступінь кандидата фізико-математичних наук, захистивши дисертацію на тему «Изучение закономерностей электропереноса в металлах и некоторых сплавах». Відтоді ж — доцент кафедри фізики металів КДУ.
У 1967-му році здобув науковий ступінь доктора фізико-математичних наук, захистивши дисертацію на тему «Диффузия, электроперенос и электросопротивление в жидких металлах». Через рік затверджений у вченому званні професора кафедри загальної фізики.

Могила Євгена Харькова, Байкове кладовище

У 1983-му році, разом з колегами, нагороджений Державною премією УРСР в галузі науки і техніки за створення циклу робіт «Експериментальні і теоретичні дослідження з фізики рідких металів». У середині 1980-х років розробив випробувальний стенд для неруйнівного контролю компонентів ракетно-космічних двигунів, за що був нагороджений срібною медаллю ВДНГ.
З 1998-го року залишив педагогічну діяльність, зосередившись на науковій. Працював майже до останніх днів життя. Помер 22 серпня 2001-го року від загострення хвороби, отриманої під час війни. Похований разом з дружиною на Байковому кладовищі (ділянка № 49а).

## Наукова діяльність
Автор понад 250 наукових робіт. Науковий керівник та педагог близько 30 кандидатів та докторів наук, зокрема, Володимира Лисова, Валентина Федорова, Тетяни Цареградської, Людмили Мацуй, Людмили Вовченко.
У 1960-х роках першим в Україні розпочав теоретичні та експериментальні дослідження термодинаміки металів та сплавів, пізніше — аморфних металів та вуглеграфітових матеріалів. Експериментально довів відсутність абсолютного електропереносу у металевих розплавах.
У 1970-х роках заснував власну наукову школу з фізики неупорядкованих металів та графітових сполук, разом з колегами та учнями дослідив природу від'ємного магнітоопору у графітах.

## Науковий доробок (частковий)
- «Изучение закономерностей электропереноса в металлах и некоторых сплавах»: диссертация кандидата физико-математических наук : 01.00.00. — Киев, 1959. — 275 с. : ил.
- «Диффузия, электроперенос и электросопротивление в жидких металлах»: диссертация доктора физико-математических наук : 01.00.00. — Киев, 1967. — 350 с. : ил.
- «Физика жидких металлов»: [Учеб. пособие для ун-тов и техн. вузов] / Е. И. Харьков, В. И. Лысов, В. Е. Федоров. — Киев: Вища школа, 1979. — 247 с. : граф.; 22 см.
- «Термодинамика металлов»: [Учеб. пособие для ун-тов и техн. вузов] / Е. И. Харьков, В. И. Лысов, В. Е. Федоров. — Киев: Вища шк., 1982. — 248 с. : ил.; 20 см.

## Нагороди
- 1983 — Державна премія УРСР в галузі науки і техніки — за створення циклу робіт «Експериментальні і теоретичні дослідження з фізики рідких металів»
- 1985 — срібна медаль ВДНГ — за розробку випробувального стенда для неруйнівного контролю компонентів ракетно-космічних двигунів
- орден Вітчизняної війни II ступеня
- медаль «За перемогу над Німеччиною у Великій Вітчизняній війні 1941—1945 рр.»